# Nazionale maschile under 17 di calcio dell'Uruguay
La nazionale di calcio uruguaiana Under-17 è la rappresentativa calcistica Under-17 nazionale dell'Uruguay ed è posta sotto l'egida della Asociación Uruguaya de Fútbol.

## Partecipazioni ai tornei internazionali

### Mondiali Under-17
| Anno   | Piazzamento      | G               | V               | N*              | P               | GF              | GS              |                 |
| ------ | ---------------- | --------------- | --------------- | --------------- | --------------- | --------------- | --------------- | --------------- |
| 1985   | Non qualificata  | Non qualificata | Non qualificata | Non qualificata | Non qualificata | Non qualificata | Non qualificata | Non qualificata |
| 1987   | Non qualificata  | Non qualificata | Non qualificata | Non qualificata | Non qualificata | Non qualificata | Non qualificata | Non qualificata |
| 1989   | Non qualificata  | Non qualificata | Non qualificata | Non qualificata | Non qualificata | Non qualificata | Non qualificata | Non qualificata |
| 1991   | Primo turno      | 3               | 1               | 0               | 2               | 1               | 3               |                 |
| 1993   | Non qualificata  | Non qualificata | Non qualificata | Non qualificata | Non qualificata | Non qualificata | Non qualificata | Non qualificata |
| 1995   | Non qualificata  | Non qualificata | Non qualificata | Non qualificata | Non qualificata | Non qualificata | Non qualificata | Non qualificata |
| 1997   | Non qualificata  | Non qualificata | Non qualificata | Non qualificata | Non qualificata | Non qualificata | Non qualificata | Non qualificata |
| 1999   | Quarti di finale | 4               | 1               | 1               | 2               | 8               | 5               |                 |
| 2001   | Non qualificata  | Non qualificata | Non qualificata | Non qualificata | Non qualificata | Non qualificata | Non qualificata | Non qualificata |
| 2003   | Non qualificata  | Non qualificata | Non qualificata | Non qualificata | Non qualificata | Non qualificata | Non qualificata | Non qualificata |
| 2005   | Primo turno      | 3               | 0               | 0               | 3               | 3               | 7               |                 |
| 2007   | Non qualificata  | Non qualificata | Non qualificata | Non qualificata | Non qualificata | Non qualificata | Non qualificata | Non qualificata |
| 2009   | Quarti di finale | 5               | 2               | 2               | 1               | 8               | 7               |                 |
| 2011   | Secondo posto    | 7               | 5               | 0               | 2               | 11              | 5               |                 |
| 2013   | Quarti di finale | 5               | 3               | 1               | 1               | 14              | 6               |                 |
| 2015   | Non qualificata  | Non qualificata | Non qualificata | Non qualificata | Non qualificata | Non qualificata | Non qualificata | Non qualificata |
| 2017   | Non qualificata  | Non qualificata | Non qualificata | Non qualificata | Non qualificata | Non qualificata | Non qualificata | Non qualificata |
| 2019   | Non qualificata  | Non qualificata | Non qualificata | Non qualificata | Non qualificata | Non qualificata | Non qualificata | Non qualificata |
| 2023   | Non qualificata  | Non qualificata | Non qualificata | Non qualificata | Non qualificata | Non qualificata | Non qualificata | Non qualificata |
| Totale | 6/19             | 27              | 12              | 4               | 11              | 45              | 33              |                 |

## Titoli
- Campionato mondiale di calcio Under-17:
  - Finalisti (1): 2011

- Campionato sudamericano di calcio Under-17:
  - Finalisti (3): 1991, 2005, 2011